# Pernilla Karlsson
Pernilla Karlsson (Siuntio, 11 giugno 1990) è una cantante finlandese appartenente alla minoranza di lingua svedese, che ha rappresentato la Finlandia all'Eurofestival 2012, con la canzone När jag blundar.

## Biografia
Sin da piccola, Pernilla ha sempre amato la musica e la danza, sebbene non professionalmente. All'età di 15 anni vince un concorso chiamato The Smallest Schlager Competition in the World (Il più piccolo concorso di Schlager al mondo).
Il 25 febbraio 2012 vince la finale dell'UMK, la selezione nazionale finlandese per l'Eurovision Song Contest, con la canzone När jag blundar, scritta dal fratello Jonas Karlsson, e dedicata alla figura della madre, pur non citata direttamente.
Pernilla è stata anche una giocatrice di pallamano. La sua squadra è il Sjundeå Idrottsförening e ha giocato anche nella nazionale finlandese femminile di pallamano.